# Ляпунов, Александр Яковлевич
Александр Яковлевич Ляпунов (1839—1895) — генерал-майор, герой русско-турецкой войны 1877—1878 годов.

## Биография
Родился 27 марта 1839 года, сын полковника Якова Ивановича Ляпунова (род. 1807 г. в Выборге у майора Ивана Ляпунова).
Образование получил во 2-м кадетском корпусе, из которого выпущен 16 июня 1859 года прапорщиком в армейскую пехоту. 30 мая 1860 года был произведён в поручики и 22 мая 1862 года был переведён в лейб-гвардии Московский полк с переименованием в прапорщики гвардии.
В Московском гвардейском полку Ляпунов получил чины подпоручика (17 апреля 1863 года) и поручика (19 апреля 1864 года), после чего в течение десяти с лишним лет командовал ротой; находясь на должности ротного командира он 16 апреля 1867 года был произведён в штабс-капитаны и 16 апреля 1871 года — в капитаны. В 1874 году награждён орденом св. Станислава 2-й степени.
Накануне начала русско-турецкой войны он был назначен командиром 2-го батальона лейб-гвардии Московского полка, 27 марта 1877 года произведён в полковники. Во время этой кампании он сражался на Дунайском театре.
В сражении у Горного Дубняка 12 октября он был контужен. 30 марта 1879 года Ляпунов был награждён орденом св. Георгия 4-й степени
В воздаяние за отличие, оказанное в сражении с Турками под Горным Дубняком, 12 Октября 1877 года, во главе рот своего баталиона, под градом пуль, занял важную позицию, что имело значение на результат боя.
21 ноября 1877 года Ляпунов с отличием действовал против Арабконака и 11 апреля 1878 года был удостоен золотой сабли с надписью «За храбрость». Среди прочих наград за эту кампанию Ляпунов получил ордена св. Владимира 4-й степени с мечами и бантом, св. Анны 2-й степени с мечами и св. Владимира 3-й степени с мечами (все в 1878 году).
23 мая 1885 года Ляпунов был назначен командиром 139-го пехотного Моршанского полка. 8 июня 1892 года он был произведён в генерал-майоры и получил в командование 1-ю бригаду 40-й пехотной дивизии. С 16 февраля 1894 года командовал 1-й бригадой 2-й гренадерской дивизии.
Скончался в Москве 6 ноября 1895 года, похоронен на Ваганьковском кладбище.